# SZZSD VL84
Az SZZSD VL84 (ВЛ84) egy nagy teljesítményű, kétszekciós, Bo'Bo'+Bo'Bo' tengelyelrendezésű szovjet 25 kV 50 Hz AC áramrendszerű villamosmozdony-sorozat. 1979-ben gyártott összesen 2 db-ot belőle a Novocserkasszki Villamosmozdonygyár.